# Der Zauberpudding. Die Abenteuer des Bunyip Bluegum
Der Zauberpudding. Die Abenteuer des Bunyip Bluegum (englischer Originaltitel The Magic Pudding) ist ein Kinderbuch des australischen Schriftstellers und Illustrators Norman Lindsay, das 1918 beim Verlag Angus & Robertson veröffentlicht wurde. Die deutsche Erstausgabe erschien 1992 beim Hille Buchverlag.

## Inhalt
Bunyip Bluegum, ein Koala, der die Welt sehen und nicht mehr bei seinem Onkel Wattleberry leben will, macht sich – lediglich mit einem Spazierstock ausgerüstet – auf die Reise. Um die Mittagszeit trifft er auf Bill Barnacle, einen Seemann, und Sam Sawnoff, einen Kaiserpinguin, die einen magischen Steak- und Nierenpudding essen, der sich, egal wie viel man davon isst, immer wieder in einen ganzen Pudding verwandelt. Der Pudding heißt Albert, kann jederzeit seine Geschmacksrichtung verändern, hat dünne Arme und Beine, ist meist schlecht gelaunt und äußerst ungehobelt. Sein einziges Vergnügen ist es, gegessen zu werden. Auf Alberts Drängen hin laden Bill und Sam Bunyip zu einem Mittagessen ein. Anschließend machen sie sich gemeinsam auf den Weg. Unterwegs erzählt Bill Bunyip, wie er und Sam einst mit einem Schiffskoch auf einem Eisberg Schiffbruch erlitten haben. Damals hat der Koch den Zauberpudding geschaffen. Doch anstatt ihn mit Bill und Sam zu teilen, hat er ihn stets heimlich und allein gegessen. Als sie dem Koch auf die Schliche kommen, kommt es zu einem Faustkampf, bei dem der Koch ins Wasser fällt und ertrinkt. Seitdem befindet sich Albert im Besitz von Bill und Sam.
Kurz darauf treffen sie auf zwei Puddingdiebe, ein Opossum namens Patrick und ein Wombat namens Watkin. Bill und Sam verteidigen tapfer ihren Pudding, während Bunyip sich auf Albert setzt, damit dieser sich nicht aus dem Staub macht. Später am Abend, als sie am Feuer sitzen, laden Bill und Sam zum Dank für seine Unterstützung Bunyip ein, sich ihnen anzuschließen und Mitglied der noblen Gesellschaft der Puddingbesitzer zu werden.
Am nächsten Tag gelingt es den Puddingdieben mit einem gut durchdachten Trick, den Pudding zu erbeuten. Aufgebracht und empört verzweifeln Bill und Sam und es ist an Bunyip, sie wieder aufzurichten und sich auf den Weg zu machen, um ihren Pudding zurückzubekommen. Auf ihrer Suche nach den Dieben treffen sie auf einige ziemlich armselige und unappetitliche Mitglieder der Gesellschaft, aber schließlich gelingt es ihnen, das Versteck der Puddingdiebe ausfindig zu machen. Mit Hilfe einer List lockt Bunyip die Räuber in aus ihrem Versteck. Bill und Sams Fäuste erledigen den Rest und sie bekommen ihren Pudding zurück.
Einige Zeit später nähern sich die beiden Puddingdiebe erneut den drei Puddingbesitzern und behaupten, ihnen ein Geschenke des guten Willens überreichen zu wollen, vorausgesetzt sie würden in einen Beutel schauen, den sie mitgebracht haben. Als die drei diesem Wunsch aus Neugierde nachkommen, ziehen ihnen die beiden Diebe den Sack über den Kopf und fesseln sie, so dass sie wehrlos sind. Die Diebe schnappen sich den Pudding und laufen davon.
Ein älterer Basset-Hund, der Gärtner Benjamin Brandysnap, kommt vorbei und befreit die drei Puddingbesitzer. Der Beutel war aus seinem Stall gestohlen worden, und er schließt sich den Puddingbesitzern an, um sich an den Puddingdieben zu rächen. Durch einen weiteren cleveren Plan von Bunyip werden die beiden Ganoven erneut überlistet und der Pudding gelangt wieder in die Hände der rechtmäßigen Besitzer.
Am nächsten Tag kommen die Reisenden in das verschlafene Städtchen Tooraloo, wo sie von zwei Männern in Anzügen und Zylinder angesprochen werden, die behaupten, die wahren Besitzer des Puddings zu sein. Wie sich herausstellt, handelt es sich um die beiden Puddingdiebe, die einen weiteren Versuch unternehmen, den Pudding zu erbeuten. Bei der anschließenden Schlägerei werden der Bürgermeister und der furchtsame örtliche Wachtmeister hinzugezogen. In der darauf folgenden Auseinandersetzung zwickt der schlecht gelaunte Pudding den Bürgermeister, der deswegen seine Verhaftung anordnet.
Der Pudding wird ins Gericht gebracht, wo nur der Richter und der Platzanweiser anwesend sind, die Karten spielen. Aber anstatt den Fall zu verhandeln, verspeisen sie lieber den angeklagten Albert. Um die Sache zu klären, schlägt Bunyip vor, den Fall selbst zu verhandeln. Bill wird zum Ankläger, die Puddingdiebe werden des versuchten Pudding-Diebstahls und des Diebstahls von Benjamin Brandysnaps Sack angeklagt. Der Bürgermeister und der Wachtmeister treten als Geschworene auf. Das Verfahren geht jedoch nicht gut aus und endet in einem totalen Chaos. Auf dem Höhepunkt verkündet Bunyip plötzlich, dass der Pudding vergiftet worden sei. Der Richter, der den Pudding gegessen hat, dreht plötzlich durch und greift den Gerichtsdiener, die Puddingdiebe, den Bürgermeister und den Wachtmeister mit einer Flasche Portwein an.
In Wirklichkeit wurde Albert nie vergiftet, und die Puddingbesitzer nutzen das Durcheinander, um sich eiligst zurückzuziehen. Sie beschließen, dass es besser wäre, sich irgendwo niederzulassen, als weiter zu reisen. Sie bauen in Benjamins Garten ein Baumhaus und richten sich dort ein bequemes Leben ein.

## Rezeption
Lucinda Hawksley schreibt in ihrer Buchrezension: „Lindsay schrieb The Magic Pudding während des Ersten Weltkrieges, als er den Tod seines Bruders betrauerte. Trotz dieser Begleitumstände ist der hervorragend illustrierte australische Kinderbuchklassiker voller Witz und begeistert nach wie vor Kinder und Erwachsene. Philip Pullman nannte es ‚das komischste Kinderbuch, das je geschrieben wurde.‘“

## Entstehung
Laut Helen Glad, der Enkeltochter des Autors, geht das Buch auf eine Debatte zwischen Lindsay und Bertram Stevens, dem Herausgeber der Zeitschrift Art and Australia zurück. Letzterer vertrat die Meinung, Kinder würden Märchen bevorzugen während Lindsay davon überzeugt war, dass diese ein Buch über Essen viel mehr interessieren würde. Als der Verleger George Robertson vom Verlagshaus Angus & Robertson von dieser Debatte erfuhr, war er sich gewiss, dass Lindsays Idee ein großer kommerzieller Erfolg werden würde und er forderte Stevens auf, Lindsay zum Schreiben so eines Buches zu drängen. Das Buch ist mittlerweile ein Kinderbuchklassiker und wird seit seiner Erstveröffentlichung nach wie vor neu herausgegeben und gedruckt.

## Referenzen
Der Zauberpudding. Die Abenteuer des Bunyip Bluegum ist in dem literarischen Nachschlagewerk 1001 Kinder- und Jugendbücher – Lies uns, bevor Du erwachsen bist! für die Altersstufe 5+ Jahre enthalten.

## Ausgaben
- The Magic Pudding. Angus & Robertson, Australien 1918 (englisch).
- Der Zauberpudding. Die Abenteuer des Bunyip Bluegum. Hille Buchverlag, 1992.

## Adaptionen
Film
Im Jahr 2000 wurde das Buch unter der Regie von Karl Zwicky als animierter Film The Magic Pudding (deutsch Der Zauberpudding) verfilmt. Die Handlung im Film weicht jedoch stark von Lindsays Originalgeschichte ab.
Hörspiel
1995 produzierte Radio Bremen eine vierteilige Hörspielfassung von Klaus Seehafer, ebenfalls unter dem Titel Der Zauberpudding – Die Abenteuer des Bunyip Bluegum. Die Regie führte Hans Helge Ott.
Titel der einzelnen Folgen:
- 1. Teil: Der Puddingbesitzer-Verein wird gegründet
- 2. Teil: Der Zauberpudding wird gestohlen
- 3. Teil: Neue Puddingkämpfe mit alten Puddingdieben
- 4. Teil: Pudding in Gefahr

Es sprachen u. a. Friedhelm Ptok (Erzähler), Günther Jerschke (Albert, der Pudding), Jens Wawrczeck (Bunyip Bluegum), Werner Rundshagen (Bill Barnacle) und Alf Marholm  (Sam Sawnoff).